# Davide Iacopini
Davide Iacopini (Genova, 9 febbraio 1984) è un attore italiano.

## Biografia
Tra il 2004 e il 2007 frequenta la scuola del Teatro Stabile di Genova. Esordisce in teatro con I Demoni di Fëdor Michajlovič Dostoevskij, nel ruolo di Nikolaj Stavrogin. Sempre nel 2007 incomincia la sua carriera televisiva, in Camera Café, in onda su Italia 1. È del 2012 la sua prima apparizione sul grande schermo, con un ruolo da co-protagonista in Diaz di Daniele Vicari. Con questo film partecipa al Festival di Berlino, dove la pellicola vince il premio del pubblico.

## Filmografia

### Cinema
- Diaz - Don't Clean Up This Blood, regia di Daniele Vicari (2012)
- Pod ėlektričeskimi oblakami, regia di Aleksej Alekseevič German (2015)
- Mia madre, regia di Nanni Moretti (2015)
- Suburra, regia di Stefano Sollima (2015)
- Io sono Vera (Vera de verdad), regia di Beniamino Catena (2020)

### Televisione
- Camera Café – serie TV (2007)
- Il capitano – serie TV (2007)
- Medicina generale – serie TV (2008)
- Nebbie e delitti – serie TV (2009)
- I segreti di Borgo Larici, regia di Alessandro Capone – miniserie TV, 6 episodi (2014)
- Non uccidere – serie TV (2015-2018)
- Squadra antimafia - Il ritorno del boss – serie TV (2016)
- Che Dio ci aiuti – serie TV (2017)
- Fabrizio De André - Principe libero, regia di Luca Facchini – film TV (2018)
- Volevo fare la rockstar – serie TV (2019)
- Leonardo – serie TV, episodio 1x06 (2021)
- Masantonio - Sezione scomparsi, regia di Fabio Mollo ed Enrico Rosati – miniserie TV, 10 episodi (2021)
- Tutta colpa della fata Morgana, regia di Matteo Oleotto – film TV (2021)
- Anima gemella, regia di Francesco Micciché – miniserie TV, 8 episodi (2023)
- Studio Battaglia, regia di Simone Spada – serie TV, seconda stagione (2024)
- Libera, regia di Gianluca Mazzella – serie TV, 5 episodi (2024)
- Costanza, regia di Fabrizio Costa – serie TV (2025)
- Maschi veri, regia di Matteo Oleotto – serie TV, episodio 4 (2025)

## Teatro
- I Demoni di Fëdor Michajlovič Dostoevskij, adattamento e regia di Renzo Trotta (2007)
- L'allegro diavolo di Edmonton di anonimo elisabettiano, regia di Anna Laura Messeri (2007)
- L'attore romano di Philip Massinger, regia di Massimo Mesciulam (2007)
- Terrorismo di Vladimir e Oleg Presnyakov, regia di Alberto Giusta (2007)
- Iwona, principessa di Borgogna di Witold Gombrowicz, regia di Anna Laura Messeri (2007)
- Barbari di Barrie Keeffe, regia di Carlo Besozzi (2008)
- La macchina infernale di Jean Cocteau, regia di Filippo Dini (2008)
- Rated X di Angelo Pavia, regia di Angelo Pavia (2009)
- Antonio e Cleopatra di William Shakespeare, regia di Marco Ghelardi (2008)
- Cinque donne con lo stesso vestito di Alan Ball, regia di Eleonora Pippo (2009)
- Amleto di William Shakespeare, regia di Valentina Rosati (2010)
- Quella sera al Vel d'Hiver di Massimo Poggio e Davide Iacopini, regia di Massimo Poggio (2011)

## Programmi TV
- Grazie al cielo sei qui (2010)

## Videoclip
- Ti sposerò - Loredana Errore (2012)[1]